# Göran Henningsson
Sven Göran Henningsson, född 17 februari 1944 i Berghems församling i Älvsborgs län, är en svensk textilingenjör och uppfinnare. Han är mest känd som upphovsman till den första klimatväven för växthus, en innovation som belönades med Stora Energipriset 1987.

## Biografi
Henningsson började arbeta tidigt vid AB Ludvig Svensson i Kinna. Företaget bekostade hans ingenjörsstudier vid Textilhögskolan i Reutlingen,  Han tog examen som kursetta (bästa student) vid Textilhögskolan i Reutlingen – som skolans första internationella student att tilldelas den utmärkelsen.
Efter examen återvände han till Ludvig Svensson, där han blev utvecklingschef och vice vd. Under 1970-talets energikris utvecklade han på egen hand en stickad klimatväv för växthus – ett textilt skikt som kunde dras ut nattetid för att behålla värme och dras in under dagen för att släppa in ljus.

### Innovation och klimatvävens genomslag
Henningssons klimatväv var en banbrytande innovation inom växthusodling. Under 1980-talet vidareutvecklade han väven med reflekterande aluminiumremsor och plastfilm, vilket förbättrade både temperaturreglering och kondenskontroll. Han konstruerade även de specialmaskiner som krävdes för att producera vävarna.
Produkterna lanserades internationellt och används idag i mer än 130 länder. De har installerats på över 20 000 hektar växthusareal, och beräknas årligen spara cirka 18 TWh energi i Europa.

### Engagemang inom motorsport
Vid sidan av sin karriär inom textilindustrin arbetade Henningsson även som konstruktör, stallchef och ägare inom klassisk 50 cc roadracing. Enligt den danska sajten Elsberg Tuning anlitades han av Monark för att konstruera en 50 cc GP-racer."Monark 50cc", Elsberg-Tuning.dk.
Tillsammans med föraren Lars Persson från Kinna byggde han under 1970-talet flera tävlingscyklar baserade på Monarks mopedchassin. Enligt Henningssons egen redogörelse tävlade de bland annat i VM 1972, där Persson tog poäng i Österrikes GP och blev femma i Holland.Citat från Göran Henningsson via LinkedIn, återgivet i motorsportforum.
Henningsson var även stallchef och mekaniker för föraren Robert Laver, som körde en av Henningssons Monark-maskiner under Linköpingsracet vid Nordic Classic Weekend 2015. Laver tävlade med Monark som fabrikat, medan teamet leddes av Henningsson."Startlistor & resultat: Nordic Open 2015", AMK Classic Racing.
MC-Nytt (2011) uppmärksammar också Henningssons arbete inom 50 cc-racing, där han utvecklade och byggde flera tävlingsmaskiner. En artikel i Borås Tidning 2022, skriven av Henningsson själv, beskriver tävlingarna på 1970-talet som "skoningslösa" och fyllda av energi.

### Patent och tekniskt arv
Göran Henningsson har fått en rad patent för sina uppfinningar inom tekniska textilier för växthus. Flera av dessa patent har registrerats i Sverige och internationellt via Ludvig Svensson AB och Ludvig Svensson International B.V. De omfattar UV-stabiliserade draperbara gardiner, isolerväv, växtskyddsanordningar och växthusskärmar med avancerade monteringslösningar.
Några utvalda patent:
- EP2111099 / SE0705210-6 – Växthusskärm, beviljat 2019
- SE501008 / SE9303478-3 – Svårantändbar, UV-stabiliserad draperbar gardin, beviljat 1994
- SE509967 / SE9601911-2 – Anordning för avskärmning av stora ytor med gardin, beviljat 1999
- SE529681 / SE0700230-6 – Växthusskärm eller liknande, beviljat 2007
- SE503105 / SE9402522-8 – Växtskyddsanordning med vikbar, vattentät gardin, beviljat 1996
- SE426179 / SE8001544-9 – Isolerväv, i synnerhet växthusgardin, beviljat 1987
- SE8403986-6 – Växthusgardin, avskrivet 1990 efter sex års avgifter

## Priser och utmärkelser
År 1987 tilldelades Henningsson det Stora Energipriset, som utdelades av Dagens Industri och Sweco, för utvecklingen och lanseringen av den energibesparande klimatväven. Juryn framhöll särskilt vävens effektiva energianvändning och potentialen för global spridning.